# Кайо Енріке Олівейра Сілва
Кайо Енріке Олівейра Сілва (порт. Caio Henrique Oliveira Silva відоміший, як Кайо порт. Caio; народився 31 липня 1997 року в Сантусі, Бразилія) — бразильський футболіст, атакувальний півзахисник клубу «Монако».

## Клубна кар'єра
Кайо — вихованець клубу «Сантус» зі свого рідного міста. 2016 року його помітили скаути «Атлетіко Мадрид» і запросили до команди. Для набуття ігрової практики Енріке виступав за дублерів. На початку 2018 року Кайо на правах оренди повернувся до Бразилії, ставши гравцем «Парани». 17 квітня в матчі проти «Сан-Паулу» він дебютував у бразильській Серії А.

## Міжнародна кар'єра
У 2017 року Кайо в складі молодіжної збірної Бразилії взяв участь у молодіжному чемпіонаті Південної Америки в Еквадорі. На турнірі він зіграв у матчах проти команд Чилі, Уругваю, Аргентини, Парагваю, Венесуели, Колумбії і двічі Еквадору.

## Статистика виступів
Станом на 27 серпня 2020
| Клуб                | Сезон              | Ліга               | Ліга | Ліга | Ліга штату | Ліга штату | Кубок | Кубок | Європа | Європа | Інші | Інші | Загалом | Загалом |
| Клуб                | Сезон              | Дивізіон           | Ігри | Голи | Ігри       | Голи       | Ігри  | Голи  | Ігри   | Голи   | Ігри | Голи | Ігри    | Голи    |
| ------------------- | ------------------ | ------------------ | ---- | ---- | ---------- | ---------- | ----- | ----- | ------ | ------ | ---- | ---- | ------- | ------- |
| Атлетіко Мадрид Б   | 2016–17            | Терсера Дивізіон   | 15   | 1    | —          | —          | —     | —     | —      | —      | —    | —    | 15      | 1       |
| Атлетіко Мадрид Б   | 2017–18            | Сегунда Дивізіон Б | 5    | 0    | —          | —          | —     | —     | —      | —      | —    | —    | 5       | 0       |
| Атлетіко Мадрид Б   | Загалом            | Загалом            | 20   | 1    | —          | —          | —     | —     | —      | —      | —    | —    | 20      | 1       |
| Атлетіко (Мадрид)   | 2016–17            | Ла-Ліга            | 0    | 0    | —          | —          | 1     | 0     | 0      | 0      | —    | —    | 1       | 0       |
| Paraná (оренда)     | 2018               | Серія A            | 27   | 0    | —          | —          | 0     | 0     | —      | —      | —    | —    | 27      | 0       |
| Флуміненсе (оренда) | 2019               | Серія A            | 35   | 1    | 14         | 1          | 8     | 0     | 8      | 0      | —    | —    | 65      | 2       |
| Греміо (оренда)     | 2020               | Серія A            | 0    | 0    | 3          | 0          | 0     | 0     | 2      | 0      | —    | —    | 5       | 0       |
| Монако              | 2020–21            | Ліга 1             | 0    | 0    | —          | —          | 0     | 0     | —      | —      | 0    | 0    | 0       | 0       |
| Загалом за кар'єру  | Загалом за кар'єру | Загалом за кар'єру | 82   | 2    | 17         | 1          | 9     | 0     | 10     | 0      | 0    | 0    | 118     | 3       |

1. ↑  Ігри в Ліга Каріока
2. ↑  Ігри в Південноамериканському кубку
3. ↑  Ігри в Ліга Гаушу
4. ↑  Ігри в Кубку Лібертадорес